# رود تخوری
رود تخوری (گرجی: ტეხური)  یکی از رودخانه‌ها و ریزابه‌های سمت راست رود ریونی در کشور گرجستان است.
تخوری در کوه‌های اگریسی از زیر قله تچوریسچدودی با بلندای ۳۰۰۲ متر شروع می‌شود. این رودخانه از راه استان سامگرلو-زمو سوانتی بیشتر در جهت جنوب-جنوب-غرب جریان دارد. در مسیر میانی از کنار روستای سالخینو در نزدیکی مارتویلی گذر می‌کند؛ پس از آن به دشت کولخیس می‌رسد، در جنوب‌شرقی شهر سناکی جریان می‌یابد و به جنوب می‌چرخد. اندکی پس از آن، از سمت راست شهر آباشا گذر می‌کند و مس از ۱۰ کیلومتر به رود ریونی می‌ریزد.
این رودخانه ۱۰۸ کیلومتر درازا دارد. مساحت حوضه آبریز این رودخانه ۱۰۴۰ کیلومتر مربع است.

## جانوران
در این رودخانه گونه‌های فراوانی از ماهی وجود دارد؛ از جمله مرواریدماهی‌ها، زردپر معمولی، زردپر، زردک قلمی. این رودخانه قزل‌آلا نیز دارد اما بر اساس قوانین گرجستان صید آن ممنوع است.